# Robert Noote
Robert Noote (Gijvelde, 9 januari 1952) is een Frans schrijver, die als belangrijkste thema de regio Frans-Vlaanderen heeft.

## Werken
Noote genoot een opleiding als metaalbewerker, waarna hij tien jaar het radiostation Europe 2 in Duinkerke leidde. Naast boeken schreef hij stukken voor tijdschriften en enkele regionale kranten. In 1999 verscheen een geïllustreerd woordenboek van alle belangrijke, maar soms volledig vergeten persoonlijkheden uit Frans-Vlaanderen, getiteld Mon dictionnaire illustré des Flamands de France.